# 나비벌집봉합
나비벌집봉합(sphenoethmoidal suture), 또는 접사골봉합은 벌집뼈와 나비뼈 사이의 봉합이다.
머리뼈바닥, 그 중에서도 앞머리뼈우묵에 있다.

## 참고 문헌
이 문서는 현재 퍼블릭 도메인에 속하는 그레이 해부학 제20판(1918) page 190의 내용을 기초로 작성된 글이 포함되어 있습니다.